# エストニアン・ハウンド

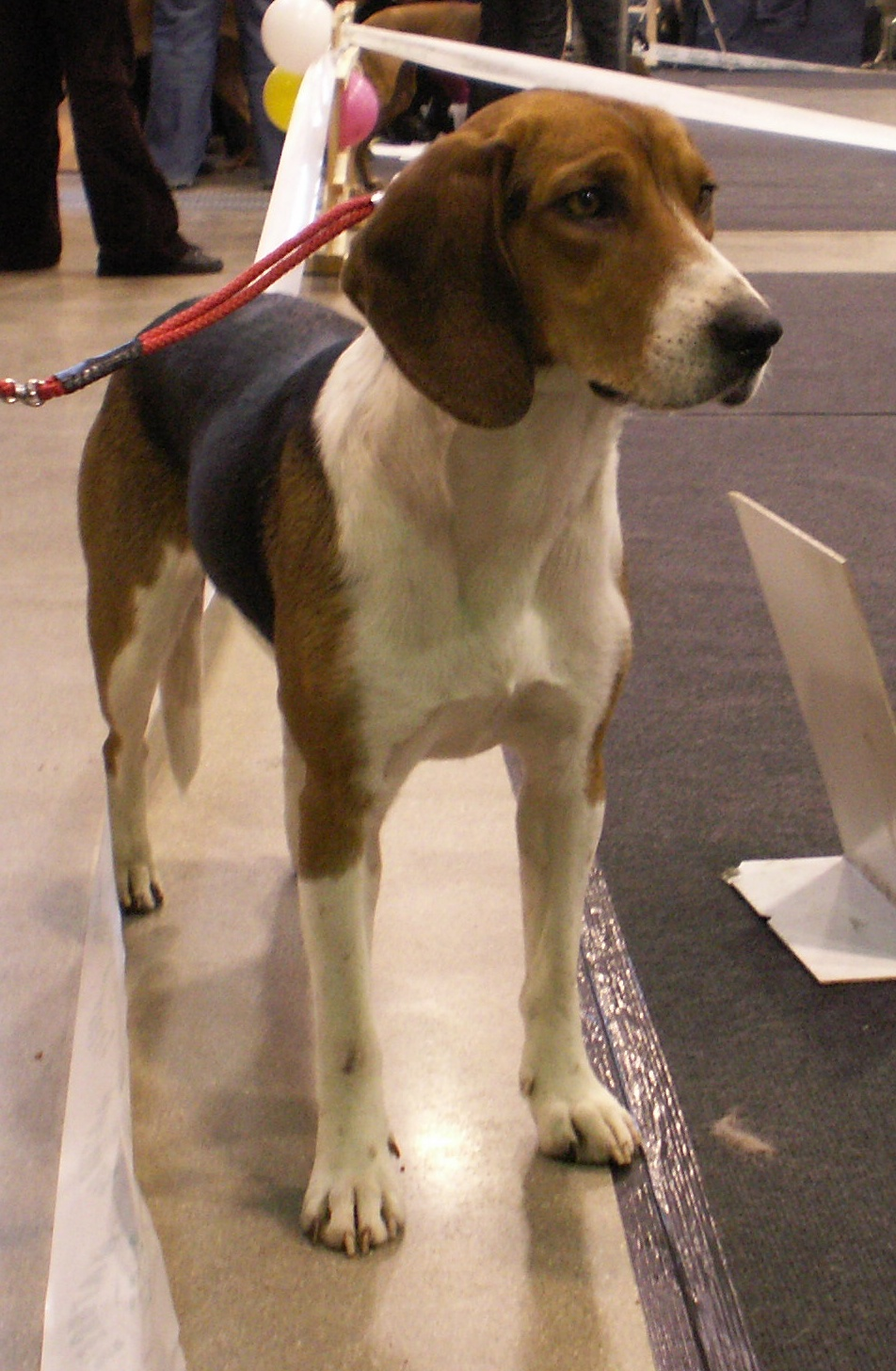
エストニアン・ハウンド

エストニアン・ハウンド（英：Estonian Hound）は、エストニア原産のセントハウンド犬種のひとつである。別名はエストランド・ハウンド（英：Estland Hound）、ゴンチャーヤ・エストンスカヤ（英：gontchaja estonskaja）。

## 歴史
20世紀初頭に生まれた犬種で、エストニア産の大型のセントハウンド犬種をベースにイングリッシュ・フォックスハウンド、ビーグル、小型のスイス産ラウフンド系犬種などを掛け合わせて作出された。ビーグルとラウフンド系犬種は犬のサイズを落として且つスタミナをつけるために掛け合わされた。
主にノウサギとキツネを狩るのに使われる。単独もしくは小規模なパックで獲物のにおいを追跡し、発見するのがその仕事である。仕留めるのは主人の仕事で、エストニアンは獲物の追跡のみを行い、獲物を仕留めることはしない。これは本種が狩人のヘルパーとして働くために生み出されたためで、それ以外の役割を担う必要が無いからである。狩りの手伝い以外には、番犬やペットなどとしても飼育されている。
エストニアでは非常に人気があり、実用犬としても、ペットとしても、ショードッグとしても沢山飼育されている。この国では唯一国際的に認められている犬種であるが、2007年時点ではFCIには公認されていない。エストニア以外ではラトビア、リトアニア、カリーニングラードで飼育が行われているが、バルト三国とカリーニングラード以外ではほとんど飼育されていない。

## 特徴

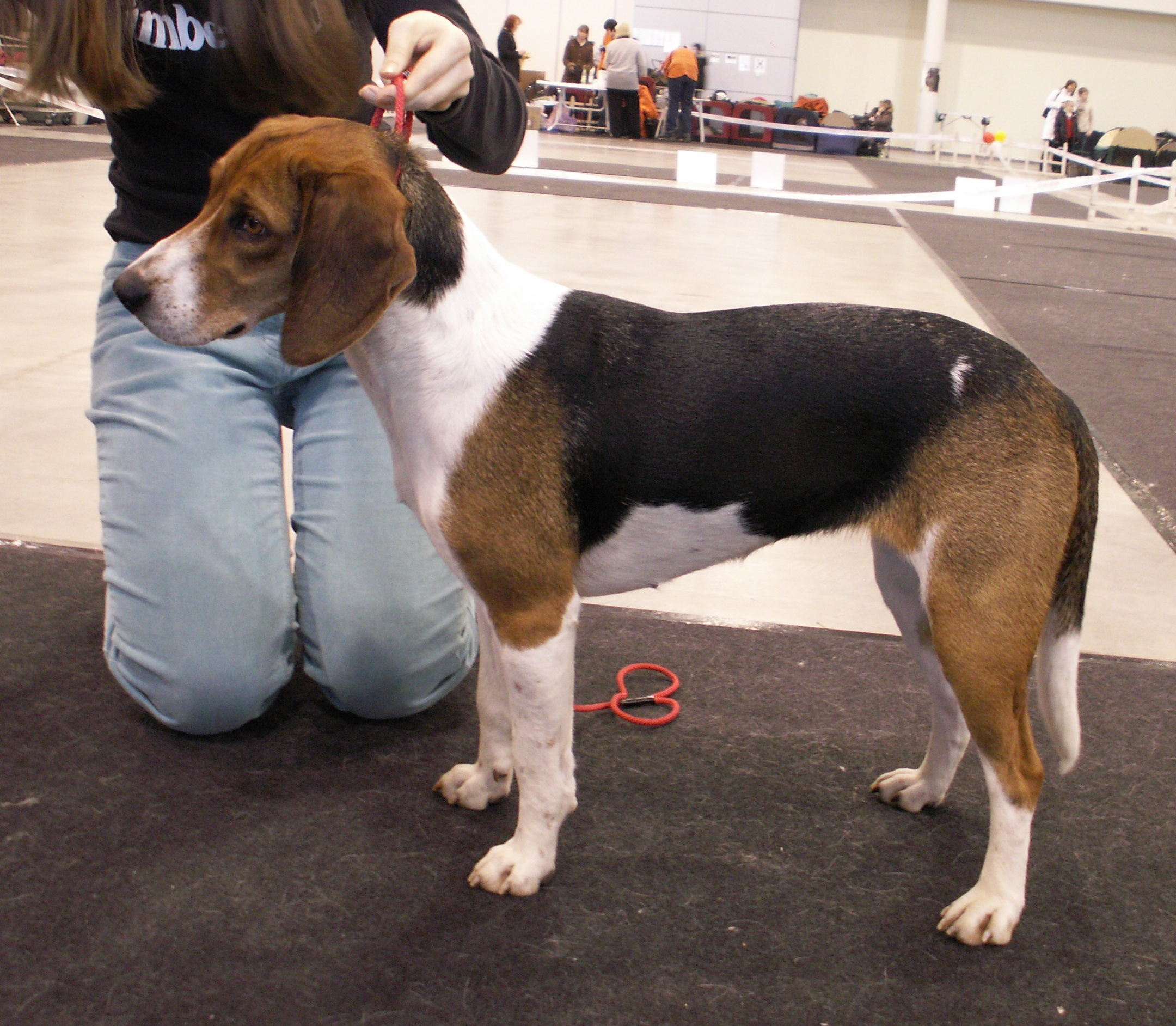
エストニアン・ハウンド

先細りのマズルを持つセントハウンド犬種である。体高は他のバルト三国原産の猟犬種と比べると低めの部類に入るが、その分小回りが利き、大型犬では入りにくい狭い場所でもにおいを追跡することが可能である。耳は垂れ耳、尾は飾り毛の少ない垂れ尾。筋肉質で引き締まった体つきをしていて、スタミナは多い。コートはショートコートで、毛色はブラック・アンド・タン。稀にブルー・アンド・タンの犬も生まれる。体高46〜53cmの中型犬で、性格は主人家族に忠実で従順、獲物のにおいを追跡することが大好きである。状況判断力が優れ、運動量は非常に多い。